# بزمجه روزنبرگ
 بزمجه روزنبرگ(نام علمی: Varanus rosenbergi) نام یک گونه از سرده بزمجه است.